# Нестеровское (Череповецкий район)
Нестеровское — деревня в Череповецком районе Вологодской области.
Входит в состав Воскресенского сельского поселения, с точки зрения административно-территориального деления — в Аннинский сельсовет.
Расстояние до районного центра Череповца по автодороге — 73 км, до центра муниципального образования Воскресенского по прямой — 21 км. Ближайшие населённые пункты — Ильина Гора, Поповское, Трофимово.
По переписи 2002 года население — 88 человек (45 мужчин, 43 женщины). Преобладающая национальность — русские (99 %).